# Kristevik och Sundsandvik
Kristevik och Sundsandvik – miejscowość (tätort) w Szwecji, w regionie administracyjnym (län) Västra Götaland, w gminie Uddevalla.
Według danych Szwedzkiego Urzędu Statystycznego liczba ludności wyniosła: 382 (31 grudnia 2015), 405 (31 grudnia 2018) i 404 (31 grudnia 2019).